# Håkan Esbjörnsson

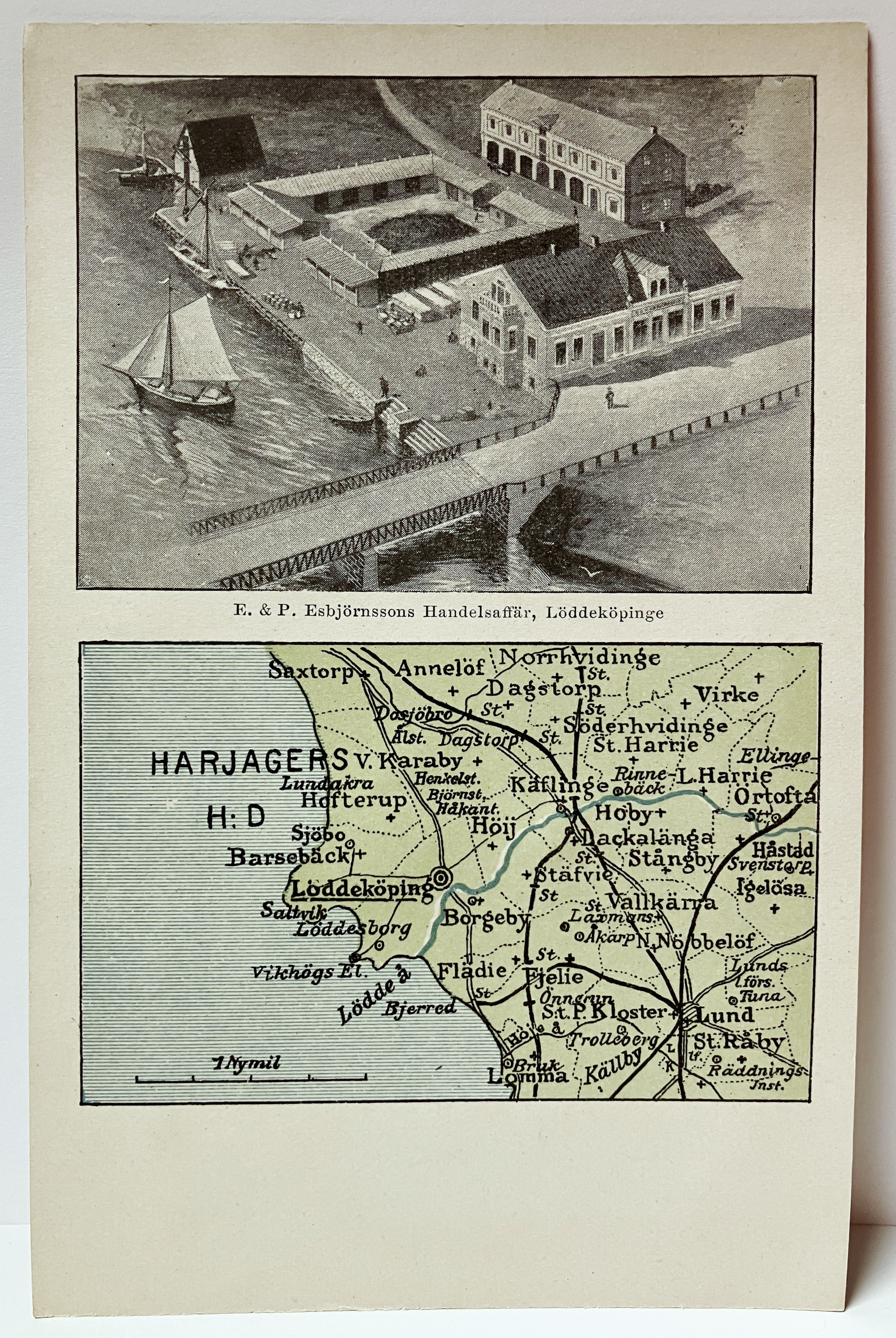
Postkort från Esbjörnssons handelsaffär, tidigt 1900-tal.

Håkan Esbjörnsson, född 12 augusti 1838 i Löddeköpinge, död 9 februari 1917, var en svensk köpman. Hans far var Esbjörn Håkansson (f 1785-05-17 i Löddeköpinge, död 1852) och hans mor var Hanna Persdotter (f 1795-11-22, död 1876). Han var gift med Elna Åkesdotter, född 1845-03-27 i Löddeköpinge. Håkan och Elna fick nio barn varav sju överlevde till vuxen ålder, däribland civilingenjören Åke Esbjörnsson (1883-1974).
Håkan Esbjörnsson ska ha studerat affärsverksamhet och företagande utomlands innan han startade rörelsen Håkan Esbjörnssons handelsaffär som låg i byn invid Lödde å. Affären tycks ha startats under början av 1880-talet. Esbjörnssons handelsaffär var under 1920-talet ett av den skånska landsbygdens största handelshus. Här såldes tyger, bräder, kol, tobak, vagnshjul, mejerivaror och mycket mera.
Vid Lödde å hade företaget en egen kaj. Här kunde ganska stora båtar lägga till, som de egna skutorna Lödde och Esbjörnsson. Vattenvägen var det bästa sättet att frakta varor innan järnvägen fanns eftersom vägarna var dåliga. Kol, koks, gödning, cement, timmer, och allt annat som butiken sålde fördes in med skutor.
Folkets Tidning berättar om Löddeköpinge 1887, att byns förnämsta affärsman är Håkan Esbjörnsson. ”Redan för 20 år sedan”, skriver tidningen, ”väckte han uppmärksamhet vid sig genom den vackra skrifstil han hade. Den tiden var det få som kunde skrifva och nära nog ingen som hade en så vacker handstil som Håkan Esbjörnsson. Hans förtroende växte alltmer bland allmogen, och aldrig blef han derföre öfvermodig ej heller öfverdådig i affärerna, utan blef alltid den förståndigt beräknande mannen som aldrig förhäfde sig. Nu har han redan hunnit göra mycket för Löddeköpinge, har byggt sig sjelf en ståtlig bostad, der socknens sparbank också bor. Äfven har herr H.E. anordnat ett bolagsmejeri. I många år har Håkan Esbjörnsson varit auktionsförrättare och det alltid till belåtenhet hos hvilka auktionerna hållits, ty redovisningen har alltid vittnat om redbarhet och pligttrohet”.
Håkan Esbjörnsson var inblandad i många verksamheter i Löddeköpinge, vilket återspeglas i det arkiv som finns bevarat. Bland annat var han involverad i Löddeköpinge mejeri, Löddeköpinge m.fl. socknars ångtröskeförening, Löddeköpinge sparbank och Löddeköpinge kraftaktiebolag. Han höll auktioner och hjälpte till med bouppteckningar och konkursutredningar. Lödde gästis övertogs 1864 av Håkan Esbjörnssons kusinbarn Per Esbjörnsson Lantz (f 1840 i Löddeköpinge, avliden 1906) som drev gästgiveriet åtminstone till 1895.
Dagen före julafton 1899 kungjorde Håkan Esbjörnsson i en annons i Sydsvenska dagbladet att handelsaffären han bedrivit under namnet Håkan Esbjörnsson från 1 januari 1900 skulle överlåtas till hans äldsta söner Esbjörn (f 1874-06-03 i Löddeköpinge, avliden 1922-01-25) och Per (f 1875-06-07 i Löddeköpinge, avliden 1925-04-29). Handelsaffären kom nu att verka under namnet E & P Esbjörnsson.